# Husitský král (román)
Husitský král (s podtitulem Výjevy z velkého dramatu) je historický román Aloise Jiráska, jehož ústřední postavou je Jiří z Poděbrad. Autor o něm a o jeho době zamýšlel napsat trilogii, ale pro nemoc dílo nedokončil. Publikovány byly jen první dva svazky (první díl knižně v roce 1920, druhý díl z pozůstalosti v roce 1930). Děj tohoto posledního Jiráskova díla se odehrává v letech 1460–1464. V románu jsou líčeny osudy krále Jiřího a jeho politické aktivity, ale druhá dějová linie popisuje také dění v nižších společenských vrstvách, zejména příběh rodící se jednoty bratrské. Svět královský se světem poddaných spojuje v románu králův šašek Jan Paleček, který je tajným příznivcem jednoty bratrské.

## Děj

### Obsah prvního dílu
Děj prvního dílu začíná v roce 1460, kdy Jiří z Poděbrad panuje již dvě léta. Král se snaží smlouvami a sňatky upevnit mír se sousedními vládci. Dceru Zdenku, sotva jedenáctiletou, vdává do Saska, sedmiletého syna Hynka žení se saskou princeznou. Nejmilejší dceru Kateřinu (Kunku), které bylo dvanáct let, provdal za uherského krále Matyáše Korvína. V roce 1461 na sjezdu říšských knížat v Chebu usiluje o německou korunu, aby posílil svou pozici vůči papeži a zajistil bezpečnost českého království. Německou korunu však nezískal, protože se odmítl zřeknout kalicha a trval na platnosti basilejských kompaktát.
V roce 1462 Jiří vyslal poselstvo k novému papeži se slibem poslušnosti, ale též se žádostí o potvrzení basilejské úmluvy. Papež Pius II. však 31. března 1462 za přítomnosti českého poselstva basilejská kompaktáta zrušil. Do Čech poslal papež legáta Fantina del Valle, který obvinil krále, že neplní slib daný při korunovaci. Uražený král dal legáta uvěznit, propuštěn byl teprve po dvou měsících.
Jiří z Poděbrad slíbil při korunovaci věrnost církvi, ale dle jeho výkladu se věrnost církvi slučuje s přijímáním pod obojí, protože kalich byl povolen Čechům basilejským koncilem, tedy církví, a koncil stojí nad papežem. Jinak však král v duchu korunovační přísahy tvrdě potlačoval kacíře, tedy všechny skupiny, jejichž názory překračovaly meze kompaktát.
V době krále Jiřího mnozí těžce nesli, že upadala mravní přísnost husitská. Vady kališnické církve tepal ve svých kázáních i Jan Rokycana, zvolený arcibiskup pražský, papežem ovšem nikdy neuznaný. Jeho kázání nadchla a vzbudila řadu učedníků, mezi nimiž vynikal Řehoř, zchudlý zeman, který se prostřednictvím Rokycanovým seznámil se spisy Petra Chelčického.
Rokycana nejprve hlouček bratří, který se seskupil kolem Řehoře, podporoval a vyjednal jim možnost pobytu ve vsi Kunvaldu na králově zboží litickém. Brzy se však polekal věroučných novot, ke kterým bratří dospěli. Hlásali bratrství všech a považovali každý boj za veliký hřích. Rokycana se od bratří distancoval a královská moc je začala pronásledovat jako kacíře. Z Kunvaldu byli vypuzeni a uchýlili se na panství pana Rychnovského z Rychnova, do osady Lhotka u Rychnova.
Tato vznikající jednota bratrská měla své příznivce i v Praze. Do bratrského sboru našla cestu též Noemi, nevlastní dcera královského podkomořího Vaňka z Valečova, a zamilovala se tam do studenta Petra. Pražský sbor přišel potěšit i zakladatel jednoty bratr Řehoř, ale právě tehdy byla tajná schůzka přepadena, někteří bratří byli chyceni a uvrženi do vězení, kde byli mučeni.
Bratří však přes veškeré pronásledování nalezli sympatie u některých členů vysoké šlechty. Tajným vyznavačem a přítelem jednoty bratrské byl i Paleček, šašek králův, a ten naléhal na Rokycanu, aby bratřím pomohl. Bratr Řehoř byl nakonec propuštěn na přímluvu Rokycanovu, ostatní bratří museli odvolat své „bludy" v Týnském chrámu. Jen student Petr odvolat nechtěl a byl by umořen v žalářní kobce, kdyby ho – na upozornění Noemino – svým vlivem nezachránil pan Rychnovský z Rychnova.
Petr nalezl na čas útulek u pana Ambrože Litvína na hrádku Výrově a pak se stal učitelem v bratrském sboru ve Lhotce u Rychnova. Zde se opět setkal s Noemi, která se však mezi tím stala chotí pana Rychnovského.

### Obsah druhého dílu
V druhém dílu jsme svědky velké srážky krále Jiřího s katolickým duchovenstvem, které vede bojovný kanovník Hilarius z Litoměřic. Král na sjezdu kališnických i katolických předáků (10. 8. 1462) všem duchovním přikázal, aby dodržovali kompaktáta, což bylo v rozporu se stanoviskem papeže. Pak je popisováno válečné tažení do Rakous v říjnu 1462. Jiří se snaží získat na svou stranu císaře Fridricha III. a doufá, že se císař proti němu nespojí s papežem. Proto jde Fridrichu III. na pomoc, když se proti němu vzbouřila Vídeň. Následuje vylíčení odboje Vratislavských proti Jiřímu. Na příkaz papežského legáta vypověděl městský patriciát ve Vratislavi poslušnost králi Jiřímu a zahájil proti němu válečné tažení. Zde už nešlo jen o kalich, ale i o celistvost zemí Koruny české. Dovídáme se též o počátcích velké mírové iniciativy krále Jiřího, o jeho snaze sjednotit křesťanské panovníky Evropy pro boj s Turky, o misi jeho diplomata Antonia Mariniho.
Tento děj je doprovázen výjevy ze života poddaných. Znovu se setkáváme s Petrem, který se pilně věnuje práci v bratrském sboru, i s Noemi, manželkou pana Rychnovského. Dalším dějovým pásmem je příběh Němkyně Anny. Ta se zamilovala do českého žoldnéře Janka z Boru, který ji v Bavorsku zachránil před znásilněním, ošetřovala jeho zranění a přišla s ním do Prahy. V Čechách již zůstala a po smrti Jankově se provdala za jeho přítele, trubače Matějčka.
V závěru druhého dílu je popisována morová rána v Praze, která propukla v září 1463. Na konci října opustil král Jiří Prahu a zdržoval se ponejvíce v Kladsku. Tam byl též odhalen plán na otrávení krále a jeho rodiny. V březnu 1464 se Jiří vrací do Prahy, kde mor již začíná ustupovat. A v poslední kapitole se od posla z Budína dovídá, že jeho milovaná dcera Kateřina (Kunka), manželka uherského krále Matyáše Korvína, zemřela při porodu. Pláčem krále Jiřího končí dokončená část románu.

## Zajímavosti
- Alois Jirásek se o literární ztvárnění polipanské doby pokoušel již v pracích Konec a počátek (1879), Hejtmanská sláva (1883), Maryla (1885), Zemanka (1885), Blažej Chotěřinský (1887) a Z Čech až na konec světa (1888). Časově do doby poděbradské spadá i trilogie Bratrstvo (1898–1908), jejíž děj se odehrává v Uhrách.
- Husitského krále začal Jirásek psát za první světové války v roce 1915. Oslavením Jiřího z Poděbrad, posledního českého krále z domácího rodu, chtěl posílit odboj proti Habsburkům. Měl k tomu i osobní motivaci, protože v roce 1915 byl jeho jediný syn odveden do rakouské armády.
- První díl Husitského krále začal vycházet na pokračování v Národní politice č. 267–288 v roce 1916. Ale dne 18. 10. 1916 cenzura další otiskování románu zastavila. Jirásek práci na románu přerušil a obnovil ji až po válce.
- Od října 1919 do července 1920 vycházel I. díl znovu od začátku v Národní politice. Knižně byl vydán v nakladatelství Jan Otto v roce 1920.[2]
- Práce na druhém dílu Husitského krále vázla především z důvodu zhoršujícího se zdravotního stavu spisovatele. V roce 1923 publikoval Jirásek povídku Král Jiří Poděbradský před Vídní[3], která souvisí s dějem druhého dílu Husitského krále. Spisovatel se pokoušel na románu pracovat ještě v roce 1929, krátce před smrtí. Torzo druhého dílo pak vydalo nakladatelství Jan Otto v roce 1930, a to z pozůstalosti podle rukopisu.

## Vydání
První díl Husitského krále vyšel ve 20. století knižně jedenáctkrát, druhý díl sedmkrát. Uvádíme vydání ve Státním nakladatelství krásné literatury a umění:
- JIRÁSEK, Alois. Husitský král: Výjevy z velkého dramatu. 1. [díl]. Praha: SNKLU, 1961. 462, [2] s.
- JIRÁSEK, Alois. Husitský král: Výjevy z velkého dramatu. 2. [díl]. Praha: SNKLU, 1961. 348, [2] s.

## Dílo dostupné online
- JIRÁSEK, Alois. Husitský král: výjevy z velkého dramatu. I. 7. vyd. V Praze: Státní nakladatelství, 1936 dotisk. 547 s. Dostupné online
- JIRÁSEK, Alois. Husitský král: výjevy z velkého dramatu II. Dotisk 3. vyd. V Praze: Státní nakladatelství, 1936. 421 s. Dostupné online